# Eli Biham

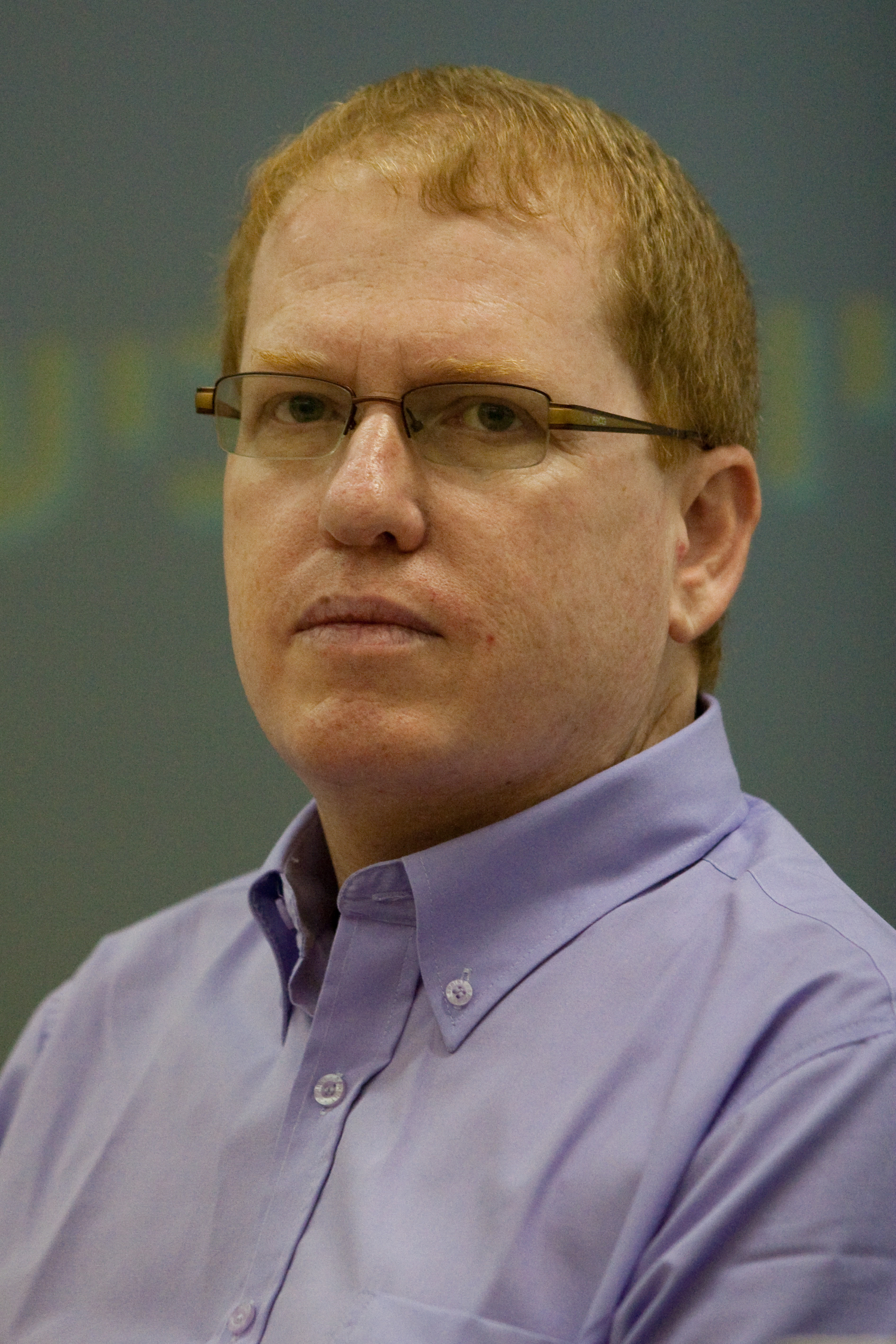
Foto do criptogtafo e criptoanalista israelite Eli biham

Eli Biham (em hebraico:  אלי ביהם‎) é um criptógrafo e criptoanalista israelita e professor do "Technion Israeli Institute of Technology Computer Science department". Biham inventou a criptoanálise diferencial. A equipe de desenvolvimento do DES na IBM tomou conhecimento do ocorrido e pediu que ele mantivesse sua descoberta em segredo da NSA, a qual evidentemente já sabia disso também.